# Episodi di The Society
La prima stagione, composta da 10 episodi, è stata distribuita da Netflix il 10 maggio 2019, in tutti i paesi in cui è disponibile.
| n° | Titolo Originale              | Titolo Italiano       | Pubblicazione USA | Pubblicazione Italia |
| -- | ----------------------------- | --------------------- | ----------------- | -------------------- |
| 1  | What Happened                 | Cos'è successo        | 10 maggio 2019    | 10 maggio 2019       |
| 2  | Our Town                      | La nostra città       | 10 maggio 2019    | 10 maggio 2019       |
| 3  | Childhood's End               | Fine dell'infanzia    | 10 maggio 2019    | 10 maggio 2019       |
| 4  | Drop by Drop                  | Goccia a goccia       | 10 maggio 2019    | 10 maggio 2019       |
| 5  | Putting on the Clothes        | Nei panni di un'altra | 10 maggio 2019    | 10 maggio 2019       |
| 6  | Like a F-ing God or Something | Come se fossi un Dio  | 10 maggio 2019    | 10 maggio 2019       |
| 7  | Allie's Rules                 | Le regole di Allie    | 10 maggio 2019    | 10 maggio 2019       |
| 8  | Poison                        | Veleno                | 10 maggio 2019    | 10 maggio 2019       |
| 9  | New Name                      | Nuovi nomi            | 10 maggio 2019    | 10 maggio 2019       |
| 10 | How it Happens                | Com'è successo        | 10 maggio 2019    | 10 maggio 2019       |